# Eulepida nyassica
Eulepida nyassica är en skalbaggsart som beskrevs av Hermann Julius Kolbe 1894. Eulepida nyassica ingår i släktet Eulepida och familjen Melolonthidae. Inga underarter finns listade i Catalogue of Life.